# 北総事件
北総事件（ほくそうじけん）とは、朝鮮民主主義人民共和国によるスパイ事件。1974年（昭和49年）6月26日、警視庁摘発（検挙）。検挙された北朝鮮工作員の孔泳淳は、1952年（昭和27年）の「民団幹部宅焼打事件」の首謀者として逮捕され、保釈中に逃亡した人物である。孔は在日米軍情報の収集のほか、1973年（昭和48年）、他人名義の日本国旅券を不正に入手して北朝鮮に渡り、工作員訓練を受けたのち大韓民国に入国して韓国在住の親族らに工作活動を行った。

## 概要
孔泳淳は、在日朝鮮民主民族戦線目黒支部書記長であった1952年8月、「民団幹部宅焼打事件」の首謀者として逮捕され、第一審で懲役5年の判決を受けた。孔はしかし、上告棄却判決のなされる直前の1957年（昭和32年）10月、保釈中に逃亡した。逃亡中の孔は三村繁生という偽名を用い、土木作業員などとして東京都内を転々としながら潜伏をつづけた。
こののち孔は、千葉県下において土木請負業「有限会社三村土木」を立ち上げ、会社役員などには一切本名を出さずに企業活動に従事し、10年間の時効が成立して刑を免れた。
三村繁生こと孔泳淳は、土木請負業務を通じて軍事基地建設やこれにかかわる人物等に接近できる有利な条件を備えていることから、1969年（昭和44年）2月頃、対南工作にたずさわっていた北朝鮮工作員に獲得され、日本国内で暗号指令受信などを含めた工作員教育を受けた。こののち、孔は北朝鮮工作員の工作拠点として「北総建設株式会社」を設立した。そして、
- 在日米軍基地、自衛隊情報の収集
- 従弟が大韓民国陸軍幹部である帰化韓国人の獲得

などを行うとともに、1973年1月、他人名義の日本国旅券を不正に入手して北朝鮮に不法に出国した。北朝鮮では再度スパイ訓練を受け、対韓国工作の新しい指令を受け、同旅券を用いて韓国に密入国して韓国内の親族に対する工作員網の埋設工作を行った。
警視庁公安部は1974年（昭和49年）6月26日、三村繁生こと孔泳淳（当時47歳）を逮捕し、乱数表、暗号録音テープなど諜報活動を裏づける資料を押収した。
1976年（昭和51年）4月5日、東京地方裁判所は孔泳淳に対し、出入国管理令および外国人登録法違反、旅券法違反、旅券不実記載・同行使で懲役1年6月、執行猶予3年の判決を下した。孔泳淳は、翌1977年（昭和52年）、帰還船で北朝鮮に渡った。